# Technoavia SM92 Finist
Die Technoavia SM-92 Finist (russisch Техноавиа СМ-92 Финист) ist ein leichtes Transportflugzeug des russischen Herstellers Technoavia.

## Geschichte
Slawa Kondratjew, zuvor an Flugzeugkonstruktionen von Jakowlew Jak-18T bis Jak-55 beteiligt und Konstrukteur der Suchoi Su-26, Su-29 und Su-31, gründete 1991 die Firma Technoavia. Zur Finanzierung eigener Flugzeugentwicklungen baute er zunächst Jak-18T in Lizenz und später zwei Prototypen der selbstentworfenen Technoavia SM92 Finist. Das Flugzeug absolvierte am 28. Dezember 1993 den Erstflug und wird vom Smolensker Flugzeugwerk (russisch Смоленский авиационный завод (СмАЗ)) in Serie gebaut.

## Konstruktion
Das leichte Mehrzweckflugzeug mit STOL-Eigenschaften ist ein abgestrebter Hochdecker in Ganzmetallbauweise mit Kreuzleitwerk und nicht einziehbarem Spornradfahrwerk. Die Spurbreite des Hauptfahrwerks beträgt 3,20 m, das Spornrad ist steuerbar. Die Tragfläche hat elektrisch angetriebene Fowlerklappen und der Rumpf drei Türen: je eine seitlich klappende rechts und links vom Cockpit und eine Schiebetür an der linken Kabinenseite.

## Versionen

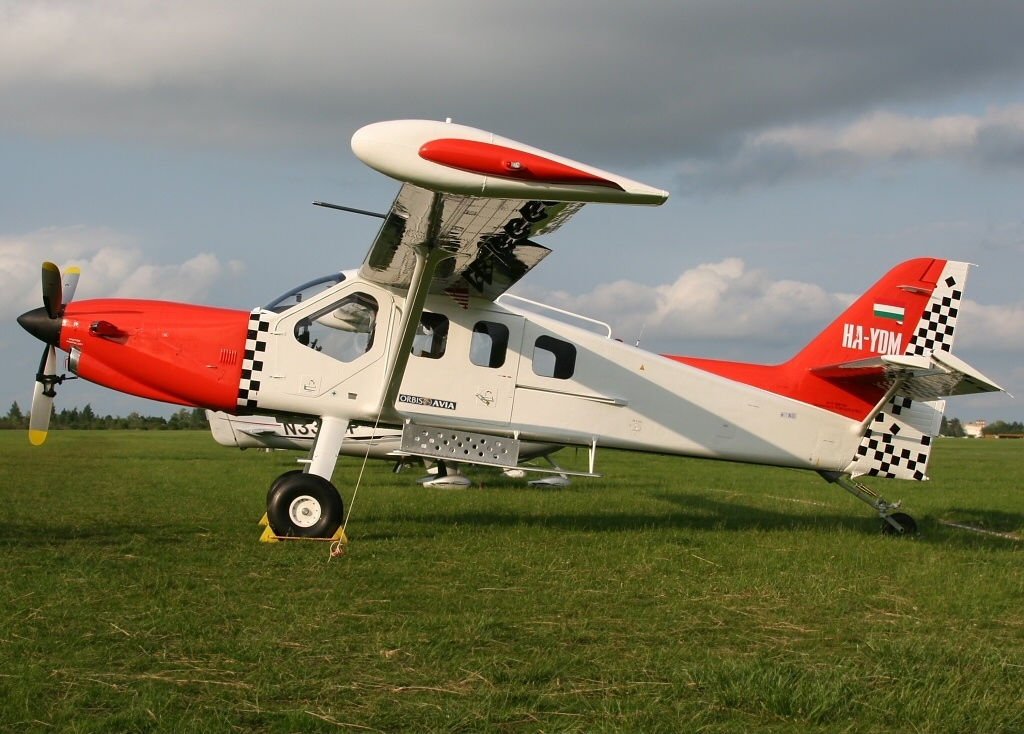
Technoavia SMG-92 Turbo Finist

- SM-92 Finist – Basisversion mit einem 269 kW starken Wedenejew M14P Neunzylinder-Sternmotor[2] und Dreiblattverstellpropeller von Mühlbauer
- SM-92P Finist – bewaffnete Version für die Grenzüberwachung. Ausgestattet mit zwei festen, vorwärts und einem beweglichen aus der Kabine durch die seitliche Ladetür feuernden Maschinengewehren, sowie zwei Raketenbehältern unter den Tragflächen.[2]
- SM-92T Turbo Finist – Version mit einem Turboproptriebwerk Walter M601[3]
- SMG-92 Turbine Finist – mit Walter M601 angetriebene, in der Slowakei von Aerotech Slovakia für Fallschirmsprünge optimierte Version[4]
- Zlín Z-400 – geplanter Lizenzbau durch Moravan Otrokovice in Tschechien mit Orenda-OE600-V8-Motor, bislang ein Flugzeug gebaut[5]

## Technische Daten
| Kenngröße             | Daten SM-92                                                     |
| --------------------- | --------------------------------------------------------------- |
| Besatzung             | 1                                                               |
| Passagiere            | 6 oder 2 Tragbahren + 1 Begleitperson                           |
| Länge                 | 9,13 m                                                          |
| Spannweite            | 14,60 m                                                         |
| Höhe                  | 3,08 m                                                          |
| Flügelfläche          | 20,44 m²                                                        |
| Flügelstreckung       | 10,4                                                            |
| Nutzlast              | 600 kg                                                          |
| Leermasse             | 1430 kg                                                         |
| max. Startmasse       | 2350 kg                                                         |
| Reisegeschwindigkeit  | 200 km/h                                                        |
| Höchstgeschwindigkeit | 230 km/h                                                        |
| Dienstgipfelhöhe      | 3000 m                                                          |
| Reichweite            | 1380 km                                                         |
| Triebwerke            | 1 × Wedenejew M-14P Neunzylinder-Sternmotor mit 269 kW (366 PS) |
| Tankinhalt            | 400 l                                                           |